# Chiesa di San Pietro Apostolo (Valle di Maddaloni)
La chiesa di San Pietro Apostolo è una chiesa monumentale di Valle di Maddaloni, situata nel centro storico: è sede parrocchiale e al suo interno viene venerato il patrono del comune, San Pancrazio, e Flavia Domitilla (figlia di Domitilla minore). Appartiene alla diocesi di Cerreto Sannita-Telese-Sant'Agata de' Goti.

## Storia
Le prime notizie risalgono al 1308, riportate in Rationes Decimarum Italiae ed è indicata come Monasterium S. Petri de Valle e, successivamente, nel 1325, In Castro Vallis. La sua fondazione è da collocare, agevolmente, tra il X e XI secolo durante il declino del dominio longobardo, in località Votta, ove attualmente vi sono terreni ancora di proprietà della parrocchia di San Pietro. Per circa 189 anni non si hanno notizie. Nel 1514 non è più indicato Monasterium ma Ecclesia e solo successivamente, nel 1531, fu espressamente denominata Cura. Nel 1601 il vescovo Giulio Santucci, dopo varie alternanze di visite pastorali, trovò la chiesa in cattive condizioni e così ordinò all'arciprete don Ottavio Gloria che venisse abbattuta per poi costruirne una nuova nell'abitato per maggiore comodità degli abitanti. Nel 1621 con giubilo della popolazione, la nuova chiesa venne ufficialmente inaugurata del vescovo Ettore Diotallevi. Per circa quattro secoli non si hanno sostanziali notizie se non l'aver subito alcune trasformazioni che hanno teso ad ampliare la chiesa e renderla più agevole al culto. Gli ultimi lavori di ampliamento, che ne hanno mutato la fisionomia, furono fatti eseguire dall'arciprete don Alfredo de Lucia.

## Struttura
L'interno si presenta tripartito in navata centrale e due laterali (ciascuna in tre cappelle); l'abside e la navata centrale sono coperte da una volta a botte. Nella navata destra c'è l'accesso ad un ambiente annesso, sede di congrega. La facciata si presenta molto semplificata dopo un restauro ottocentesco. Caratteristica è l'acquasantiera a valva di conchiglia realizzata in marmo rosso di levanto e la pila dell'acquasanta in pietra arenaria; su di esso poggia la vasca decorata da una boccellatura. Il campanile a basamento quadrangolare si sviluppa su tre ordini con orifizi ad arco di dimensioni diverse nei vari livelli.